# В її очах (роман)
«В її очах» (англ. Behind Her Eyes) — роман британської письменниці Сари Пінборо, вперше опублікований 23 січня 2017 року компаніями HarperCollins та Macmillan Publishers. Пізніше його було екранізовано у форматі міні-серіалу.

## Сюжет
Головна героїня роману — мати-одиначка, яка заводить стосунки зі своїм начальником, але при цьому втягується в дружбу з його дружиною.

## Критика
Роман був доброзичливо сприйнятий критиками. The Guardian високо оцінив книгу як «фантастично страшне» чтиво; Нілан Сінґх з журналу Free Press похвалив «В її очах» за прекрасно закручений сюжет.